# 1021
| 1021               |
| ------------------ |
| Dødsfald - Fødsler |
|                    |

| Gregoriansk kalender | 1021 MXXI               |
| Ab urbe condita      | 1774                    |
| Armensk kalender     | 470 ԹՎ ՆՀ               |
| Kinesiske kalender   | 3717 – 3718 庚申 – 辛酉 |
| Etiopisk kalender    | 1013 – 1014             |
| Jødisk kalender      | 4781 – 4782             |
| Hindukalendere       |                         |
| - Vikram Samvat      | 1076 – 1077             |
| - Shaka Samvat       | 943 – 944               |
| - Kali Yuga          | 4122 – 4123             |
| Iransk kalender      | 399 – 400               |
| Islamisk kalender    | 411 – 413               |

Konge i Danmark: Knud den Store 1019-1035
Se også 1021 (tal)